# سوفیا ویترسپون
سوفیا ویترسپون (انگلیسی: Sophia Witherspoon؛ زادهٔ ۶ ژوئیهٔ ۱۹۶۹) بازیکن بسکتبال اهل ایالات متحده آمریکا است.
وی در مسابقات کشوری و بین‌المللی در مجموع برندهٔ ۱ مدال برنز شده‌است.